# اس‌ام‌اس کونیگسبرگ (۱۹۱۵)
اس‌ام‌اس کونیگسبرگ (۱۹۱۵) (به انگلیسی: SMS Königsberg (1915)) یک کشتی بود که طول آن ۱۵۱٫۴ متر (۴۹۷ فوت) بود. این کشتی در سال ۱۹۱۵ ساخته شد.